# Seznam dílů seriálu Holky za mřížemi
Toto je seznam dílů seriálu Holky za mřížemi. Americký komediální televizní seriál Holky za mřížemi byl zveřejněn na Netflixu. Od roku 2020 je vysílán na Primě Cool.

## Přehled řad
| Řada | Díly | Premiéra na Netflixu | Premiéra na Primě Cool | Premiéra na Primě Cool |
| Řada | Díly | Premiéra na Netflixu | První díl              | Poslední díl           |
| ---- | ---- | -------------------- | ---------------------- | ---------------------- |
| 1    | 13   | 11. července 2013    | 19. července 2020      | 7. října 2020          |
| 2    | 13   | 6. června 2014       | 14. října 2020         | 13. ledna 2021         |
| 3    | 13   | 11. června 2015      | 2. října 2021          | 15. října 2021         |
| 4    | 13   | 17. června 2016      | bude oznámeno          | bude oznámeno          |
| 5    | 13   | 9. června 2017       | bude oznámeno          | bude oznámeno          |
| 6    | 13   | 27. července 2018    | bude oznámeno          | bude oznámeno          |
| 7    | 13   | 26. července 2019    | bude oznámeno          | bude oznámeno          |

## Seznam dílů

### První řada (2013)
| Č. v seriálu | Č. v řadě | Původní název          | Český název                                                            | Režie              | Scénář                      | Postava dílu   | Premiéra na Netflixu | Premiéra na Primě Cool |
| ------------ | --------- | ---------------------- | ---------------------------------------------------------------------- | ------------------ | --------------------------- | -------------- | -------------------- | ---------------------- |
| 1            | 1         | I Wasn't Ready         | Nebyla jsem připravená (Netflix) Nepřipravená (Prima Cool)             | Michael Trim       | Liz Friedman a Jenji Kohan  | Piper          | 11. července 2013    | 19. července 2020      |
| 2            | 2         | Tit Punch              | Rána do hrudníku (Netflix) Rána do prsou (Prima Cool)                  | Uta Briesewitz     | Marco Ramirez               | Red a Piper    | 11. července 2013    | 26. července 2020      |
| 3            | 3         | Lesbian Request Denied | Lesbická žádost zamítnuta (Netflix) Zákaz lesbického sexu (Prima Cool) | Jodie Foster       | Sian Heder                  | Sophia a Piper | 11. července 2013    | 2. srpna 2020          |
| 4            | 4         | Imaginary Enemies      | Imaginární nepřátelé (Netflix a Prima Cool)                            | Michael Trim       | Gary Lennon                 | Miss Claudette | 11. července 2013    | 9. srpna 2020          |
| 5            | 5         | The Chickening         | Slepice (Netflix) Hon na slepice (Prima Cool)                          | Andrew McCarthy    | Nick Jones                  | Aleida a Daya  | 11. července 2013    | 16. srpna 2020         |
| 6            | 6         | WAC Pack               | Vězeňská politika (Netflix) WAC Pac (Prima Cool)                       | Michael Trim       | Lauren Morelli              | Nicky a Piper  | 11. července 2013    | 23. srpna 2020         |
| 7            | 7         | Blood Donut            | Krvavá kobliha (Netflix) Káva a koblihy (Prima Cool)                   | Matthew Penn       | Sara Hess                   | Watson         | 11. července 2013    | 30. srpna 2020         |
| 8            | 8         | Moscow Mule            | Moskevská pašeračka (Netflix) Moskevská mula (Prima Cool)              | Phil Abraham       | Marco Ramirez               | Red            | 11. července 2013    | 2. září 2020           |
| 9            | 9         | Fucksgiving            | Den p*čuvzdání (Netflix) Den blbec (Prima Cool)                        | Michael Trim       | Sian Heder                  | Alex           | 11. července 2013    | 9. září 2020           |
| 10           | 10        | Bora Bora Bora         | Bora Bora Bora (Netflix a Prima Cool)                                  | Andrew McCarthy    | Nick Jones                  | Piper a Tricia | 11. července 2013    | 16. září 2020          |
| 11           | 11        | Tall Men with Feelings | Vysoké citlivky (Netflix) I frajeři mají city (Prima Cool)             | Constantine Makris | Lauren Morelli              | Piper a Alex   | 11. července 2013    | 23. září 2020          |
| 12           | 12        | Fool Me Once           | Podraz mě jednou (Netflix) Už jsem ti jednou naletěla (Prima Cool)     | Andrew McCarthy    | Sara Hess                   | Pennsatucky    | 11. července 2013    | 30. září 2020          |
| 13           | 13        | Can't Fix Crazy        | Šílenost nevyléčíš (Netflix) Blázna nevyléčíš (Prima Cool)             | Michael Trim       | Tara Herrmann a Jenji Kohan | nikdo          | 11. července 2013    | 7. října 2020          |

### Druhá řada (2014)
| Č. v seriálu | Č. v řadě | Původní název                  | Český název                                                                    | Režie                    | Scénář                      | Postava dílu   | Premiéra na Netflixu | Premiéra na Primě Cool      |
| ------------ | --------- | ------------------------------ | ------------------------------------------------------------------------------ | ------------------------ | --------------------------- | -------------- | -------------------- | --------------------------- |
| 14           | 1         | Thirsty Bird                   | Žíznivý ptáček (Netflix a Prima Cool)                                          | Jodie Foster             | Tara Herrmann a Jenji Kohan | Piper          | 6. června 2014       | 14. října 2020              |
| 15           | 2         | Looks Blue, Tastes Red         | Vypadá modře, chutná červeně (Netflix) Nejdřív modrá, pak červená (Prima Cool) | Michael Trim             | Jenji Kohan                 | Taystee        | 6. června 2014       | 21. října 2020              |
| 16           | 3         | Hugs Can Be Deceiving          | Objetí mohou klamat (Netflix) Objetí mohou být zavádějící (Prima Cool)         | Michael Trim             | Lauren Morelli              | Suzanne        | 6. června 2014       | 28. října 2020              |
| 17           | 4         | A Whole Other Hole             | Úplně jiná díra (Netflix) Není díra jako díra (Prima Cool)                     | Phil Abraham             | Sian Heder                  | Lorna          | 6. června 2014       | 4. listopadu 2020           |
| 18           | 5         | Low Self Esteem City           | Snadná kořist (Netflix) Království bez sebeúcty (Prima Cool)                   | Andrew McCarthy          | Nick Jones                  | Gloria         | 6. června 2014       | 11. listopadu 2020          |
| 19           | 6         | You Also Have a Pizza          | A nakonec pizza (Netflix) Taky budeš mít pizzu (Prima Cool)                    | Allison Anders           | Stephen Falk                | Poussey        | 6. června 2014       | 18. listopadu 2020          |
| 20           | 7         | Comic Sans                     | Comic Sans (Netflix a Prima Cool)                                              | Andrew McCarthy          | Sara Hess                   | Black Cindy    | 6. června 2014       | 25. listopadu 2020          |
| 21           | 8         | Appropriately Sized Pots       | Květináče (Netflix) Správně veliké květináče (Prima Cool)                      | Daisy von Scherler Mayer | Alex Regnery a Hartley Voss | Rosa           | 6. června 2014       | 2. prosince 2020            |
| 22           | 9         | 40 Oz. of Furlough             | Propustka (Netflix) 40 uncí svobody (Prima Cool)                               | S. J. Clarkson           | Lauren Morelli              | Red            | 6. června 2014       | 9. prosince 2020            |
| 23           | 10        | Little Mustachioed Shit        | Sadistický kníratý Kaňour (Netflix) Malý kníratý bastard (Prima Cool)          | Jennifer Getzinger       | Sian Heder                  | Piper a Alex   | 6. června 2014       | 16. prosince 2020           |
| 24           | 11        | Take a Break from Your Values  | Dej si pauzu od svých hodnot (Netflix) Hladovkářky (Prima Cool)                | Constantine Makris       | Nick Jones                  | Sister Ingalls | 6. června 2014       | 23. prosince 2020           |
| 25           | 12        | It Was the Change              | Změna (Netflix a Prima Cool)                                                   | Phil Abraham             | Sara Hess                   | Vee            | 6. června 2014       | 30. prosince 2020           |
| 26           | 13        | We Have Manners. We're Polite. | Zásady slušného chování (Netflix) Jsem slušná, jsem zdvořilá (Prima Cool)      | Constantine Makris       | Jenji Kohan                 | nikdo          | 6. června 2014       | 6. ledna 202113. ledna 2021 |

### Třetí řada (2015)
| Č. v seriálu | Č. v řadě | Původní název                      | Český název                                                                   | Režie               | Scénář                        | Postava dílu  | Premiéra na Netflixu | Premiéra na Primě Cool       |
| ------------ | --------- | ---------------------------------- | ----------------------------------------------------------------------------- | ------------------- | ----------------------------- | ------------- | -------------------- | ---------------------------- |
| 27           | 1         | Mother's Day                       | Den matek (Netflix) Svátek matek (Prima Cool)                                 | Andrew McCarthy     | Jenji Kohan                   | různé         | 11. června 2015      | 2. října 2021                |
| 28           | 2         | Bed Bugs and Beyond                | Štěnice postelní (Netflix) Štěnice a další průšvihy (Prima Cool)              | Constantine Makris  | Jim Danger Gray               | Bennett       | 11. června 2015      | 3. října 2021                |
| 29           | 3         | Empathy Is a Boner Killer          | Empatie není sexy (Netflix) Empatie kazí chuť (Prima Cool)                    | Michael Trim        | Nick Jones                    | Nicky         | 11. června 2015      | 4. října 2021                |
| 30           | 4         | Finger in the Dyke                 | Prst, který zadržuje vodu v hrázi (Netflix) Prst v díře (Prima Cool)          | Constantine Makris  | Lauren Morelli                | Big Boo       | 11. června 2015      | 5. října 2021                |
| 31           | 5         | Fake It Till You Fake It Some More | Předstírej, dokud to půjde (Netflix) Podvod a ještě větší podvod (Prima Cool) | Nicole Holofcener   | Tara Herrmann                 | Flaca         | 11. června 2015      | 6. října 2021                |
| 32           | 6         | Ching Chong Chang                  | Ching Chong Chang (Netflix) Čing-Čong-Čangová (Prima Cool)                    | Anthony Hemingway   | Sara Hess                     | Chang         | 11. června 2015      | 7. října 2021                |
| 33           | 7         | Tongue-Tied                        | Svázaný jazyk (Netflix) Němá (Prima Cool)                                     | Julie Anne Robinson | Sian Heder                    | Norma         | 11. června 2015      | 8. října 2021                |
| 34           | 8         | Fear, and Other Smells             | Strach a jiné zápachy (Netflix) Strach a další pachy (Prima Cool)             | Mark A. Burley      | Nick Jones                    | Alex          | 11. června 2015      | 9. října 2021                |
| 35           | 9         | Where My Dreidel At                | Kde mám drejdl? (Netflix) Kde je mé košer jídlo? (Prima Cool)                 | Andrew McCarthy     | Jordan Harrison               | Leanne        | 11. června 2015      | 10. října 2021               |
| 36           | 10        | A Tittin' and a Hairin'            | Chlupy a kozičky (Netflix) Prsa a chlupy (Prima Cool)                         | Jesse Peretz        | Lauren Morelli                | Pennsatucky   | 11. června 2015      | 11. října 2021               |
| 37           | 11        | We Can Be Heroes                   | Můžeme být hrdinové (Netflix) Hrdina dne (Prima Cool)                         | Phil Abraham        | Sian Heder                    | Caputo        | 11. června 2015      | 12. října 2021               |
| 38           | 12        | Don't Make Me Come Back There      | Nenuť mě si pro tebe dojít (Netflix) Nenuť mě vracet se k tomu (Prima Cool)   | Uta Briesewitz      | Sara Hess                     | Aleida a Daya | 11. června 2015      | 13. října 2021               |
| 39           | 13        | Trust No Bitch                     | Nevěř žádný děvce (Netflix) Nikomu nevěř (Prima Cool)                         | Phil Abraham        | Jim Danger Gray a Jenji Kohan | různé         | 11. června 2015      | 14. října 202115. října 2021 |

### Čtvrtá řada (2016)
| Č. v seriálu | Č. v řadě | Původní název                    | Český název                   | Režie              | Scénář                      | Postava dílu | Premiéra na Netflixu |
| ------------ | --------- | -------------------------------- | ----------------------------- | ------------------ | --------------------------- | ------------ | -------------------- |
| 40           | 1         | Work That Body for Me            | Pevné tělo                    | Andrew McCarthy    | Jenji Kohan                 | nikdo        | 17. června 2016      |
| 41           | 2         | Power Suit                       | Můžete chodit v obleku        | Constantine Makris | Sara Hess                   | Maria        | 17. června 2016      |
| 42           | 3         | (Don't) Say Anything             | Mluv nebo mlč                 | Andrew McCarthy    | Jim Danger Gray             | Brook        | 17. června 2016      |
| 43           | 4         | Doctor Psycho                    | Doktor psycho                 | Erin Feeley        | Carly Mensch                | Healy        | 17. června 2016      |
| 44           | 5         | We'll Always Have Baltimore      | Vždy budeme mít Baltimore     | Tricia Brock       | Jordan Harrison             | Maritza      | 17. června 2016      |
| 45           | 6         | Piece of Shit                    | Ty hajzle                     | Uta Briesewitz     | Lauren Morelli              | nikdo        | 17. června 2016      |
| 46           | 7         | It Sounded Nicer in My Head      | V mojí hlavě to znělo líp     | Mark A. Burley     | Nick Jones                  | Lolly        | 17. června 2016      |
| 47           | 8         | Friends in Low Places            | Přátelé na nízkých místech    | Phil Abraham       | Alex Regnery a Hartley Voss | nikdo        | 17. června 2016      |
| 48           | 9         | Turn Table Turn                  | Dbám o čistotu                | Constantine Makris | Sara Hess                   | Blanca       | 17. června 2016      |
| 49           | 10        | Bunny, Skull, Bunny, Skull       | Králík, lebka, králík, lebka  | Phil Abraham       | Carly Mensch                | nikdo        | 17. června 2016      |
| 50           | 11        | People Persons                   | S lidmi to umí                | Lev L. Spiro       | Nick Jones                  | Suzanne      | 17. června 2016      |
| 51           | 12        | The Animals                      | Zvířata                       | Matthew Weiner     | Lauren Morelli              | Bayley       | 17. června 2016      |
| 51           | 13        | Toast Can't Never Be Bread Again | Toast už nikdy nebude chlebem | Adam Bernstein     | Tara Herrmann a Jenji Kohan | Poussey      | 17. června 2016      |

### Pátá řada (2017)
| Č. v seriálu | Č. v řadě | Původní název                   | Český název                      | Režie              | Scénář                                        | Postava dílu | Premiéra na Netflixu |
| ------------ | --------- | ------------------------------- | -------------------------------- | ------------------ | --------------------------------------------- | ------------ | -------------------- |
| 53           | 1         | Riot FOMO                       | Vzpoura FOMO                     | Andrew McCarthy    | Jenji Kohan                                   | nikdo        | 9. června 2017       |
| 54           | 2         | Fuck, Marry, Frieda             | A pak je tu Frieda...            | Constantine Makris | Jordan Harrison                               | Frieda       | 9. června 2017       |
| 55           | 3         | Pissters!                       | S*áči!                           | Phil Abraham       | Rebecca Angelo a Lauren Schuker Blum          | Linda        | 9. června 2017       |
| 56           | 4         | Litchfield's Got Talent         | Litchfield má talent             | Nick Sandow        | Josh Koenigsberg, Jenji Kohan a Tara Herrmann | Alison       | 9. června 2017       |
| 57           | 5         | Sing It, White Effie            | Zpívej, Bílá Effie               | Phil Abraham       | Molly Smith Metzler                           | Watson       | 9. června 2017       |
| 58           | 6         | Flaming Hot Cheetos, Literally  | Ohnivě ostré Cheetos             | Andrew McCarthy    | Lauren Morelli                                | Taystee      | 9. června 2017       |
| 59           | 7         | Full Bush, Half Snickers        | Komplet bobr, poloviční Snickers | Uta Briesewitz     | Anthony Natoli                                | nikdo        | 9. června 2017       |
| 60           | 8         | Tied to the Traintracks         | Přivázaní ke kolejím             | Michael Trim       | Carolina Paiz                                 | Daya         | 9. června 2017       |
| 61           | 9         | The Tightening                  | Svírání                          | Erin Feeley        | Jordan Harrison                               | Red          | 9. června 2017       |
| 62           | 10        | The Reverse Midas Touch         | Midas naruby                     | Laura Prepon       | Rebecca Angelo a Lauren Schuker Blum          | Piscatella   | 9. června 2017       |
| 63           | 11        | Breaking the Fiberboard Ceiling | Prolomení hobrového stropu       | Wendey Stanzler    | Lauren Morelli                                | nikdo        | 9. června 2017       |
| 64           | 12        | Tattoo You                      | Tetování                         | Mark A. Burley     | Tara Herrmann a Carolina Paiz                 | Piper a Alex | 9. června 2017       |
| 65           | 13        | Storm-y Weather                 | Bouřlivé počasí                  | Jesse Peretz       | Lauren Morelli                                | nikdo        | 9. června 2017       |

### Šestá řada (2018)
| Č. v seriálu | Č. v řadě | Původní název              | Český název              | Režie              | Scénář                | Postava dílu         | Premiéra na Netflixu |
| ------------ | --------- | -------------------------- | ------------------------ | ------------------ | --------------------- | -------------------- | -------------------- |
| 66           | 1         | Who Knows Better Than I    | Kdo to ví líp než já     | Michael Trim       | Jenji Kohan           | Suzanne a Cindy      | 27. července 2018    |
| 67           | 2         | Sh*tstorm Coming           | Po hlavě do sraček       | Mark A. Burley     | Brian Chamberlayne    | Cindy                | 27. července 2018    |
| 68           | 3         | Look Out for Number One    | Každá za sebe            | Erin Feeley        | Hilary Weisman Graham | Frieda, Carol a Barb | 27. července 2018    |
| 69           | 4         | I'm the Talking Ass        | Já, mluvící osel         | Phil Abraham       | Tami Sagher           | Nicky                | 27. července 2018    |
| 70           | 5         | Mischief Mischief          | Trable, trable           | Andrew McCarthy    | Anthony Natoli        | nikdo                | 27. července 2018    |
| 71           | 6         | State of the Uterus        | Stav dělohy              | Constantine Makris | Merritt Tierce        | Daddy                | 27. července 2018    |
| 72           | 7         | Changing Winds             | Změna povětří            | Andrew McCarthy    | Heather Jeng Bladt    | Badison              | 27. července 2018    |
| 73           | 8         | Gordons                    | Gordonky                 | Sian Heder         | Vera Santamaria       | Taystee a Tamika     | 27. července 2018    |
| 74           | 9         | Break the String           | Přerušit řetěz           | Nick Sandow        | Kirsa Rein            | nikdo                | 27. července 2018    |
| 75           | 10        | Chocolate Chip Nookie      | Čokoládovej sexy koktejl | Ludovic Littee     | Carolina Paiz         | Carol a Barb         | 27. července 2018    |
| 76           | 11        | Well This Took a Dark Turn | Temný zvrat              | Laura Prepon       | Anthony Natoli        | nikdo                | 27. července 2018    |
| 77           | 12        | Double Trouble             | Trable na druhou         | Clark Johnson      | Hilary Weisman Graham | nikdo                | 27. července 2018    |
| 78           | 13        | Be Free                    | Svoboda                  | Nick Sandow        | Brian Chamberlayne    | Carol a Barb         | 27. července 2018    |

### Sedmá řada (2019)
| Č. v seriálu | Č. v řadě | Původní název               | Český název              | Režie              | Scénář                | Postava dílu          | Premiéra na Netflixu |
| ------------ | --------- | --------------------------- | ------------------------ | ------------------ | --------------------- | --------------------- | -------------------- |
| 79           | 1         | Beginning of the End        | Začátek konce            | Michael Trim       | Jenji Kohan           | Piper                 | 26. července 2019    |
| 80           | 2         | Just Desserts               | Samé dobroty             | Andrew McCarthy    | Brian Chamberlayne    | McCullough            | 26. července 2019    |
| 81           | 3         | And Brown is the New Orange | A hnědá je nová oranžová | Constantine Makris | Vera Santamaria       | Blanca                | 26. července 2019    |
| 82           | 4         | How to Do Life              | Jak správně žít          | Andrew McCarthy    | Merritt Tierce        | Gloria                | 26. července 2019    |
| 83           | 5         | Minority Deport             | Minority deport          | Laura Prepon       | Anthony Natoli        | Aleida                | 26. července 2019    |
| 84           | 6         | Trapped in an Elevator      | Zaseknout se ve výtahu   | Nick Sandow        | Heather Jeng Bladt    | Maria                 | 26. července 2019    |
| 85           | 7         | Me as Well                  | Já taky                  | Ludovic Littee     | Tami Sagher           | Pennsatucky           | 26. července 2019    |
| 86           | 8         | Baker's Dozen               | Tucet                    | Nick Sandow        | Kirsa Rein            | Red                   | 26. července 2019    |
| 87           | 9         | The Hidey Hole              | Únikovka                 | Natasha Lyonne     | Hilary Weisman Graham | Lorna                 | 26. července 2019    |
| 88           | 10        | The Thirteenth              | Třináctá                 | Erin Freeley       | Merritt Tierce        | Alex                  | 26. července 2019    |
| 89           | 11        | God Bless America           | Bůh žehnej Americe       | Diego Velasco      | Carolina Paiz         | Karla, Shani a Santos | 26. července 2019    |
| 90           | 12        | The Big House               | Basa                     | Phil Abraham       | Brian Chamberlayne    | Taystee               | 26. července 2019    |
| 91           | 13        | Here's Where We Get Off     | A tady si vystoupíme     | Mark A. Burley     | Jenji Kohan           | nikdo                 | 26. července 2019    |